# Комендантка (Новосибирская область)
Комендантка — деревня в Доволенском районе Новосибирской области России. Входит в состав Суздальского сельсовета.

## География
Площадь деревни — 27 гектар

## Население
| 2002 | 2007 | 2010 |
| ---- | ---- | ---- |
| 147  | ↘92  | ↗106 |

## Инфраструктура
В деревне по данным на 2007 год функционирует 1 учреждение здравоохранения.